# Пилтене
Пи́лтене (латыш. Pilteneо файле; до 1917 года — Пильтен) — город на западе Латвии, в исторической области Курземе. Находится в составе Вентспилсского края. Расположен на реке Вента.

## История
Ещё в XIII веке современное расположение Пилтене имело значительное стратегическое значение, так как было удалено от устья Венты и тем самым менее подвержено набегам викингов. По легендам, не нашедшим исторического обоснования, король Дании Вальдемар II в 1220 году велел построить крепость на месте нынешнего Пилтене. Первое достоверное упоминание об этом населённом пункте относится к 1309 году. Здесь находился замок, принадлежавший курляндскому епископу Бурхарду. В 1330-е годы замок был осаждён литовскими войсками, но они не смогли его взять. В 1557 году Пильтен получил права города, а вместе с ними управление над Газенпотом, Гольдингеном и Виндавой. В 1560 году Пильтенская епархия продана королю Дании Фредерику II и тут же отдана как апанаж его брату Магнусу. В 1579 году Пильтен отошёл к Польше после поражения России в Ливонской войне, а сам Магнус умер в замке в 1583 году. Его вдова и малолетняя дочь были обманом вызваны в Москву Борисом Годуновым, после чего вдова насильно пострижена в монастырь, а дочь предположительно отравлена, чтобы исключить возможность претензий на престол. В 1585 году Дания полностью отказалась от всех претензий на Пильтенское епископство в пользу Польши. В 1617 году административный центр перенесён из Пильтена в Газенпот. Замок к 1750 году полностью разрушился.
В XVIII веке Пильтен с окрестностями входил в состав Курляндского герцогства и вместе с ним был в 1795 году присоединён к Российской империи, перейдя в состав Курляндской губернии.

## Транспорт

### Автодороги
К Пилтене подходит региональная автодорога P122 Вентспилс — Пилтене. Среди местных автодорог — V1309 Пилтене — Злекас и V1310 Пилтене — Силакрогс.

### Междугородное автобусное сообщение
Основной маршрут: Пилтене — Вентспилс.